# Nomascus concolor
Nomascus concolor (Номаскус чорночубий) — вид приматів з роду Nomascus родини Гібонові.

## Поширення
Мешкає в китайській провінції Юньнань, на крайньому північному заході Лаосу і північному В'єтнамі. Цей вид зустрічається в субтропічних і гірських вічнозелених, напів-вічнозелених і листяних лісах. Чисельність населення в світі оцінюється приблизно в 1300–2000 осіб (2006). В основному живе вище 500 м.

## Морфологія
Довжина голови й тіла: 45–64 см, вага: 5,7 кг. Самці майже повністю чорні, але іноді з білими або темно-жовтими щоками. Забарвлення самиць коливається від жовто-сірого до світло-коричневого, у них є чорна пляма на верхній частині голови і животі, частина пальців або кінцівок також можуть бути пофарбовані у чорно-коричневий. Обидві статі мають однаковий розмір. Обидві статі мають характерний тонкий вигляд з довгими руками і ногами і без хвоста.

## Стиль життя
Вид денний, деревний. Ці тварини живуть як і всі гібонові моногамними сім'ями, які складаються з одного самця, однієї самиці й 1–3 дітей. Оселище позначається дуетом простих пісень. Їжею є в основному фрукти, крім того, листя й іноді дрібні тварини. Передбачається, що тривалість життя тварин аналогічна іншим гібоновим і, отже, лежить між 25 і 30 роками.
Приблизно через сім місяців вагітності, самиця народжує зазвичай одне дитинча. Дитинчата обох статей чорного кольору, самиці стають світлішими при настанні статевої зрілості.

## Загрози та охорона
У зв'язку з прогресуючим руйнуванням середовища проживання і полюванням вид знаходиться під загрозою зникнення. Цей вид занесений в Додаток I СІТЕС. Проживає в деяких ПОТ.